# 牧豆树
牧豆树（学名：Prosopis juliflora）为豆科牧豆树属下的一个种。原生於拉丁美洲，並於印度和非洲成為入侵種。